# Хаукийоки (река, впадает в Пистаярви)
Хаукийоки (устар. Хауки-йоки) — река в России, протекает по Республике Карелии. Впадает в озеро Пистаярви. Длина реки составляет 13 км.
В верхнем течении протекает через озеро Хаукиярви.

## Данные водного реестра
По данным государственного водного реестра России относится к Баренцево-Беломорскому бассейновому округу, водохозяйственный участок реки — Кемь от истока до Юшкозерского гидроузла, включая озёра Верхнее, Среднее и Нижнее Куйто. Речной бассейн реки — бассейны рек Кольского полуострова и Карелии, впадает в Белое море.
Код объекта в государственном водном реестре — 02020000812102000003397.